# 太平山灯塔
太平山灯塔又名大鹏山灯塔，是浙江省舟山市境内的一座灯塔。灯塔位于定海区境内，金塘岛西北的大鹏岛裂表咀上，为指示船舶进入甬江口的重要航标。1906年，灯塔由中国商人杨希栋筹资建造，后因私人无力维护，为江海关接收。2011年，太平山灯塔与舟山市和宁波市境内的其他十二座灯塔被列入第三次全国文物普查百大新发现，并于2013年成为全国重点文物保护单位。